# Estação de Sano
A Estação de Sano (佐野駅, Sano-eki, em japonês) é uma estação de trem localizada no distrito comercial de Sano, Tochigi Prefeitura, Japão.

## Linhas
JR East
■ Linha Ryōmō [ja]
Tobu Railway
 Linha Tobu Sano [ja] (TI-34)

## História
O que é agora a estação JR East foi inaugurada em 22 de maio de 1888. A estação de Tōbu foi inaugurada em 30 de março de 1894. O atual edifício da estação foi concluído em 2003.
A partir de 17 de março de 2012, a numeração das estações foi introduzida em todas as linhas de Tōbu, com a Estação Sano se tornando "TI-34".

## Layout da estação

### JR East

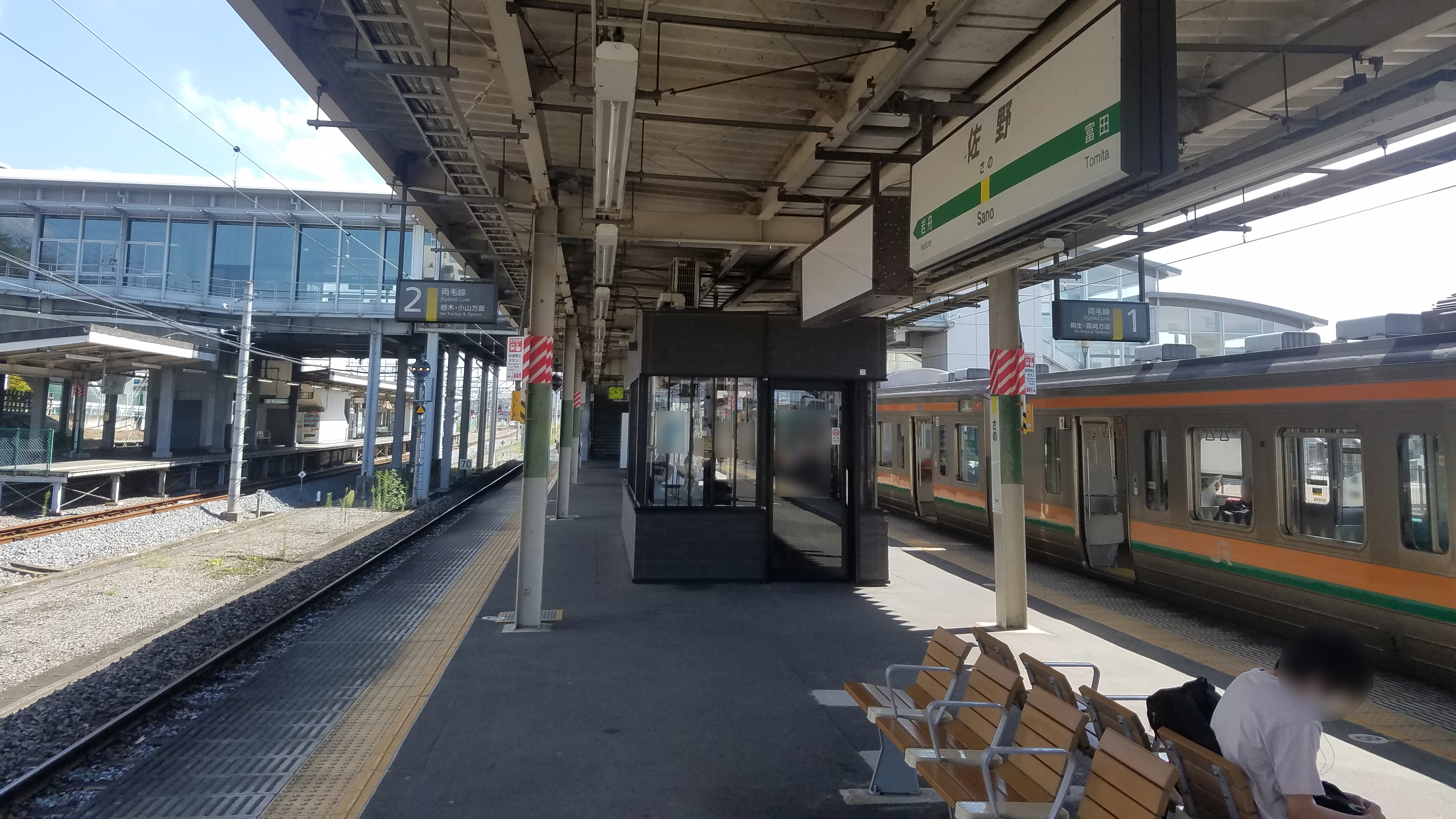
Plataformas

A Estação Tōbu consiste em uma plataforma de ilha elevada que serve duas trilhas.

#### Plataformas
| Plataformas | Linha         | Direção  | Destino           | Melodia que soa antes da partida  |
| ----------- | ------------- | -------- | ----------------- | --------------------------------- |
| 1           | ■ Linha Ryōmō | Descendo | por Takasaki [ja] | Kids Station (キッズステーション) |
| 2           | ■ Linha Ryōmō | Subindo  | por Oyama         | Umibe no Sanpo (海辺の散歩)       |

### Tōbu
A Estação Tōbu consiste em uma plataforma de ilha elevada que serve duas trilhas.

#### Plataformas
| Plataformas | Linha           | Direção  | Destino         |
| ----------- | --------------- | -------- | --------------- |
| 1           | Linha Tobu Sano | Descendo | por Kuzū        |
| 2           | Linha Tobu Sano | Subindo  | por Tateboyashi |

## Instalações ao redor da estação
- Prefeitura municipal de são
- Biblioteca Particular de Sano
- Delegacia de Sano [ja]
- Parque Shiroyama
- Escola Secundária Sano Higashi da Província de Tochigi [ja]
- Sano Yakuyoke Daishi [ja]
- Sano Premium Outlets [ja] - Pegue um ônibus desta estação.
- Aeon Mall Sano Shintoshi [ja] - Pegue um ônibus desta estação.